# Livesport Superliga 2024/2025
Livesport Superliga 2024/2025 byla 32. ročníkem nejvyšší mužské florbalové soutěže v Česku. 
Základní část soutěže hrálo 14 týmů dvakrát každý s každým. Prezidentský pohár po vítěze základní části si již v předposledním kole zajistil tým Předvýběr.CZ Florbal MB. Na druhém místě, svém nejlepším v historii, skončil tým FbŠ Bohemians, pro který to znamenalo i po prohře v semifinále konečné třetí místo a první bronz.
Boleslav se stala i vítězem ročníku, po porážce dvojnásobného obhájce titulu, týmu ESA logistika Tatran Střešovice. Pro tým Florbal MB to byl čtvrtý titul, naposledy zvítězil v sezóně 2021/2022.

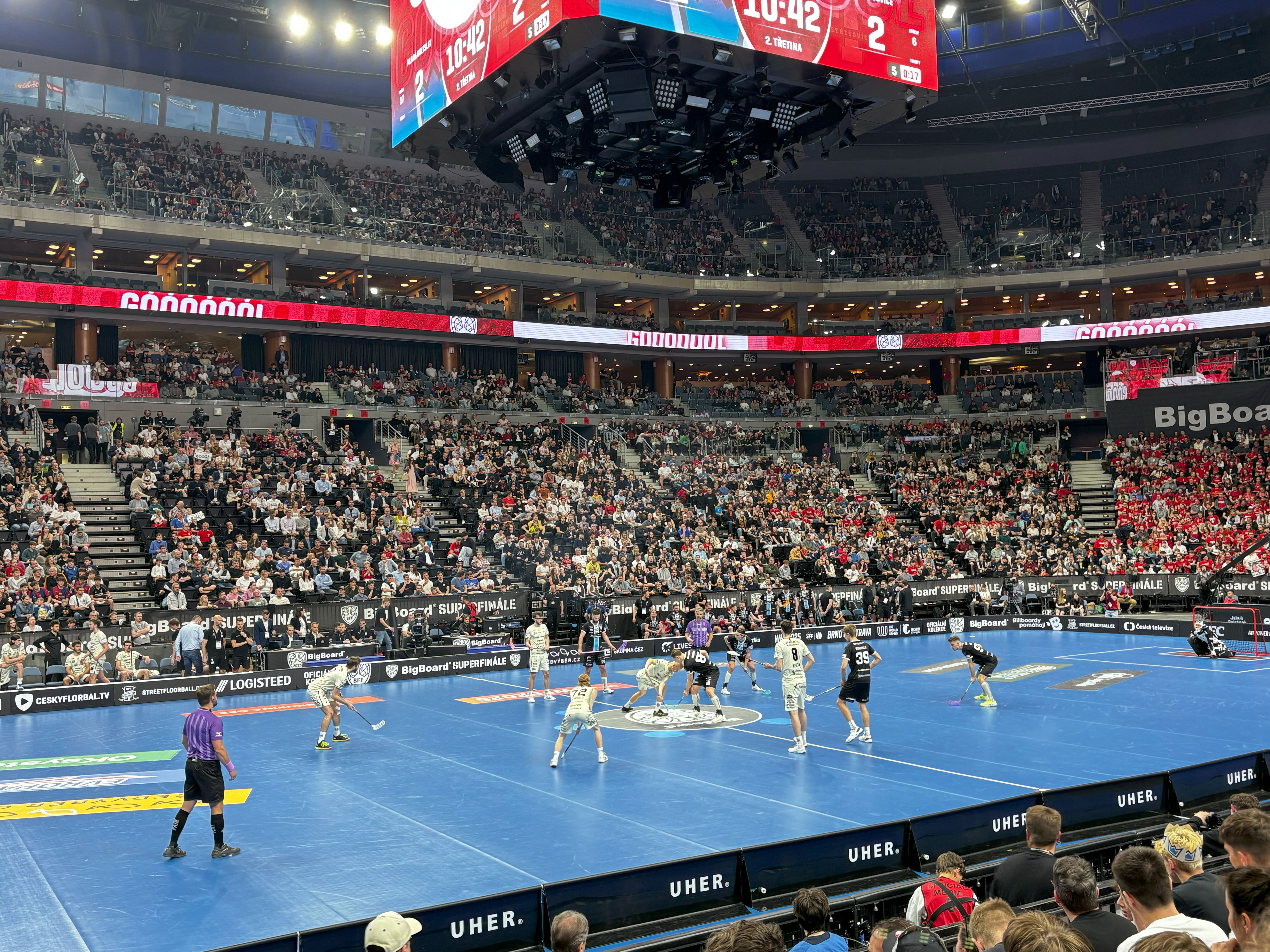
Superfinálový zápas Florbal MB–Tatran Střešovice

Nováčky v tomto ročníku byly týmy Kanonýři Kladno a Bulldogs Brno, výherci 1. ligy a baráže v minulém ročníku. Týmy se do Superligy vrátily po sedmi resp. pěti letech v nižší soutěži. Kladno v této sezóně poprvé v historii nejvyšší soutěž udrželo a probojovalo se i do play-off. Brno se naopak neudrželo a sestoupilo zpět. Licenci na pokračování v lize neobdržel po předešlém ročníku tým Black Angels, z důvodu nedodání podkladů o ekonomickém fungování klubu. Uvolněné místo doplnily Pardubice, poražené v baráži, které do soutěže nastoupily ve spolupráci právě s Black Angels pod názvem BA SOKOLI Pardubice.
Tým Florbal Vary prohrál v baráži s poraženým finalistou 1. ligy, týmem Florbal Ústí, který se do nejvyšší soutěže vrátil po sedmi letech. Vary se v soutěži udržely díky spojení s mužským týmem FbŠ Bohemians pod názvem Florbal Vary Bohemians.
Radim Křenek překonal v této sezóně rekord Tomáše Kafky 422 odehraných zápasů v soutěži.
Od února 2025 se některé ligové zápasy začaly streamovat pro zahraniční diváky na platformě Český florbal TV s anglickým komentářem.

## Základní část
V základní části se všechny týmy od 14. září 2024 do 15. března 2025 dvakrát utkaly každý s každým. Prvních deset týmů postoupilo do play-off. Zbývající čtyři týmy budou hrát play-down o sestup.
V první den soutěže odehrály týmy ESA logistika Tatran Střešovice a FbŠ Bohemians první výjezdní utkání Superligy v zahraniční v historii, konkrétně v Saské Kamenici.
| Poř. | Tým                             | Z  | V  | VP | PP | P  | VG  | OG  | B  |
| ---- | ------------------------------- | -- | -- | -- | -- | -- | --- | --- | -- |
| 1.   | Předvýběr.CZ Florbal MB         | 26 | 22 | 1  | 1  | 2  | 269 | 104 | 69 |
| 2.   | FbŠ Bohemians                   | 26 | 20 | 0  | 1  | 5  | 232 | 137 | 61 |
| 3.   | ESA logistika Tatran Střešovice | 26 | 20 | 0  | 1  | 5  | 203 | 109 | 61 |
| 4.   | 1. SC Tempish Vítkovice Natios  | 26 | 16 | 1  | 4  | 5  | 166 | 132 | 54 |
| 5.   | ACEMA Sparta Praha              | 26 | 15 | 2  | 0  | 9  | 173 | 120 | 49 |
| 6.   | FBC Liberec                     | 26 | 13 | 3  | 1  | 9  | 188 | 171 | 46 |
| 7.   | FAT PIPE Florbal Chodov         | 26 | 12 | 3  | 1  | 10 | 164 | 157 | 43 |
| 8.   | FBC 4CLEAN Česká Lípa           | 26 | 9  | 2  | 1  | 14 | 147 | 175 | 32 |
| 9.   | TJ Sokol Královské Vinohrady    | 26 | 9  | 1  | 1  | 15 | 109 | 160 | 30 |
| 10.  | Kanonýři Kladno                 | 26 | 8  | 1  | 1  | 16 | 114 | 170 | 27 |
| 11.  | BA SOKOLI Pardubice             | 26 | 7  | 2  | 2  | 15 | 110 | 182 | 27 |
| 12.  | Florbal Vary                    | 26 | 6  | 2  | 1  | 17 | 121 | 187 | 23 |
| 13.  | FBC ČPP Bystroň Group Ostrava   | 26 | 5  | 2  | 2  | 17 | 119 | 170 | 21 |
| 14.  | Bulldogs Brno                   | 26 | 0  | 0  | 3  | 23 | 97  | 238 | 3  |

O konečném pořadí na druhém a třetím místě rozhodly při shodných výsledcích vzájemných zápasů gólové rozdíly v celé základní části. O pořadí na desátém a jedenáctém místě rozhodly výsledky vzájemných zápasů.

## Play-off

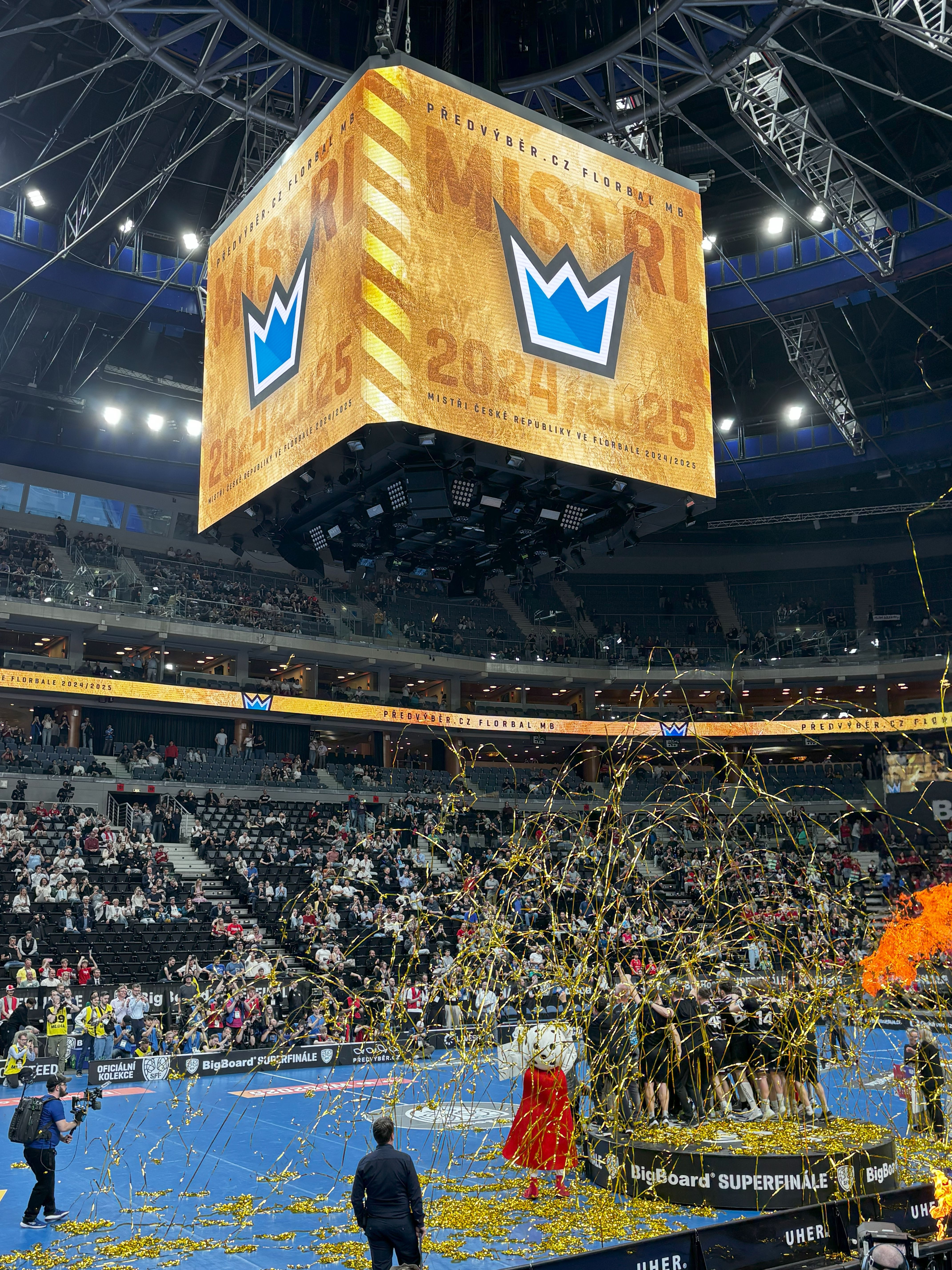
Předávání zlatých medailí týmu Florbal MB

Prvních šest týmů po základní části postoupilo přímo do čtvrtfinále play-off. Týmy na sedmém a desátém a týmy na osmém a devátém místě hrály od 18. do 22. března 2025 na dvě vítězná utkání o poslední dvě místa ve čtvrtfinále.
První tři týmy po základní části si ihned po skončení osmifinále postupně zvolily soupeře z druhé čtveřice postupujících. Čtvrtfinále se hrálo od 25. března do 3. dubna. Tým Florbal MB v sérii s TJ Sokol Královské Vinohrady se 17 a 20 góly dvakrát překonal historický brankový rekord play-off Superligy a stejně tak i s celkovými 54 góly. Tým 1. SC Vítkovice poprvé od sezóny 2006/2007 nepostoupil do semifinále. Vítěz základní části (Boleslav) si po skončení šestého zápasu série 1. SC Vítkovice – Sparta Praha, zvolil soupeře (Spartu) ze dvou nejhůře umístěných postupujících. Semifinále se hrálo od 8. do 18. dubna.
O mistru Superligy rozhodl jeden zápas tzv. superfinále 27. dubna 2025 v pražské O2 aréně. Superfinále překonalo s 14 509 diváky dosavadní rekord v návštěvnosti na ligovém zápase českého florbalu z finále předešlé sezóny, které vidělo 13 541 fanoušků. Boleslav jako první tým v historii vyhrál všechny zápasy play-off již v základní hrací době.

### Pavouk
|  | Osmifinále (na zápasy) | Osmifinále (na zápasy) | Osmifinále (na zápasy) |  |  | Čtvrtfinále (na zápasy) | Čtvrtfinále (na zápasy) | Čtvrtfinále (na zápasy) |   |               | Semifinále (na zápasy) | Semifinále (na zápasy) | Semifinále (na zápasy) |  |  | Finále (skóre) | Finále (skóre) | Finále (skóre) |
|  |                        |                        |                        |  |  |                         |                         |                         |   |               |                        |                        |                        |  |  |                |                |                |
|  |                        |                        |                        |  |  |                         |                         |                         |   |               |                        |                        |                        |  |  |                |                |                |
|  |                        |                        |                        |  |  | Florbal MB              | Florbal MB              | 4                       |   |               |                        |                        |                        |  |  |                |                |                |
|  | FBC Česká Lípa         | FBC Česká Lípa         | 1                      |  |  | TJ Sokol Kr. Vinohrady  | TJ Sokol Kr. Vinohrady  | 0                       |   |               |                        |                        |                        |  |  |                |                |                |
|  | TJ Sokol Kr. Vinohrady | TJ Sokol Kr. Vinohrady | 2                      |  |  |                         |                         |                         |   | Florbal MB    | Florbal MB             | 4                      |                        |  |  |                |                |                |
|  |                        |                        |                        |  |  |                         | ACEMA Sparta Praha      | ACEMA Sparta Praha      | 0 |               |                        |                        |                        |  |  |                |                |                |
|  |                        |                        |                        |  |  | 1. SC Vítkovice         | 1. SC Vítkovice         | 2                       |   |               |                        |                        |                        |  |  |                |                |                |
|  |                        |                        |                        |  |  | ACEMA Sparta Praha      | ACEMA Sparta Praha      | 4                       |   |               |                        |                        |                        |  |  |                |                |                |
|  |                        |                        |                        |  |  |                         |                         |                         |   |               | Florbal MB             | Florbal MB             | 7                      |  |  |                |                |                |
|  |                        |                        |                        |  |  |                         | Tatran Střešovice       | Tatran Střešovice       | 4 |               |                        |                        |                        |  |  |                |                |                |
|  |                        |                        |                        |  |  | FbŠ Bohemians           | FbŠ Bohemians           | 4                       |   |               |                        |                        |                        |  |  |                |                |                |
|  | Florbal Chodov         | Florbal Chodov         | 2                      |  |  | FBC Liberec             | FBC Liberec             | 0                       |   |               |                        |                        |                        |  |  |                |                |                |
|  | Kanonýři Kladno        | Kanonýři Kladno        | 1                      |  |  |                         |                         |                         |   | FbŠ Bohemians | FbŠ Bohemians          | 2                      |                        |  |  |                |                |                |
|  |                        |                        |                        |  |  |                         | Tatran Střešovice       | Tatran Střešovice       | 4 |               |                        |                        |                        |  |  |                |                |                |
|  |                        |                        |                        |  |  | Tatran Střešovice       | Tatran Střešovice       | 4                       |   |               |                        |                        |                        |  |  |                |                |                |
|  |                        |                        |                        |  |  | Florbal Chodov          | Florbal Chodov          | 0                       |   |               |                        |                        |                        |  |  |                |                |                |
|  |                        |                        |                        |  |  |                         |                         |                         |   |               |                        |                        |                        |  |  |                |                |                |

### Osmifinále

#### Florbal Chodov – Kanonýři Kladno
| 18. března 2025 19:00 | FAT PIPE Florbal Chodov | 4 : 5 (2:2, 0:2, 2:1) | Kanonýři Kladno | SH Jižní Město, Praha Návštěvnost: 167 |  |

| Zpráva |

| 20. března 2025 18:00 | Kanonýři Kladno | 2 : 4 (0:2, 1:2, 1:0) | FAT PIPE Florbal Chodov | SH BIOS, Kladno Návštěvnost: 489 |  |

| Zpráva |

| 22. března 2025 19:30 | FAT PIPE Florbal Chodov | 11 : 3 (4:0, 3:1, 4:2) | Kanonýři Kladno | SH Jižní Město, Praha Návštěvnost: 292 |  |

| Zpráva |

Konečný stav série 2:1 na zápasy pro FAT PIPE Florbal Chodov.

#### FBC Česká Lípa – TJ Sokol Královské Vinohrady
| 18. března 2025 20:00 | FBC 4CLEAN Česká Lípa | 7 : 2 (2:1, 0:0, 5:1) | TJ Sokol Královské Vinohrady | SH, Česká Lípa Návštěvnost: 152 |  |

| Zpráva |

| 20. března 2025 18:00 | TJ Sokol Královské Vinohrady | 5 : 0 (1:0, 0:0, 4:0) | FBC 4CLEAN Česká Lípa | Vinohradská sokolovna, Praha Návštěvnost: 410 |  |

| Zpráva |

| 22. března 2025 19:00 | FBC 4CLEAN Česká Lípa | 2 : 3 (2:2, 0:0, 0:1) | TJ Sokol Královské Vinohrady | SH, Česká Lípa Návštěvnost: 352 |  |

| Zpráva |

Konečný stav série 2:1 na zápasy pro TJ Sokol Královské Vinohrady.

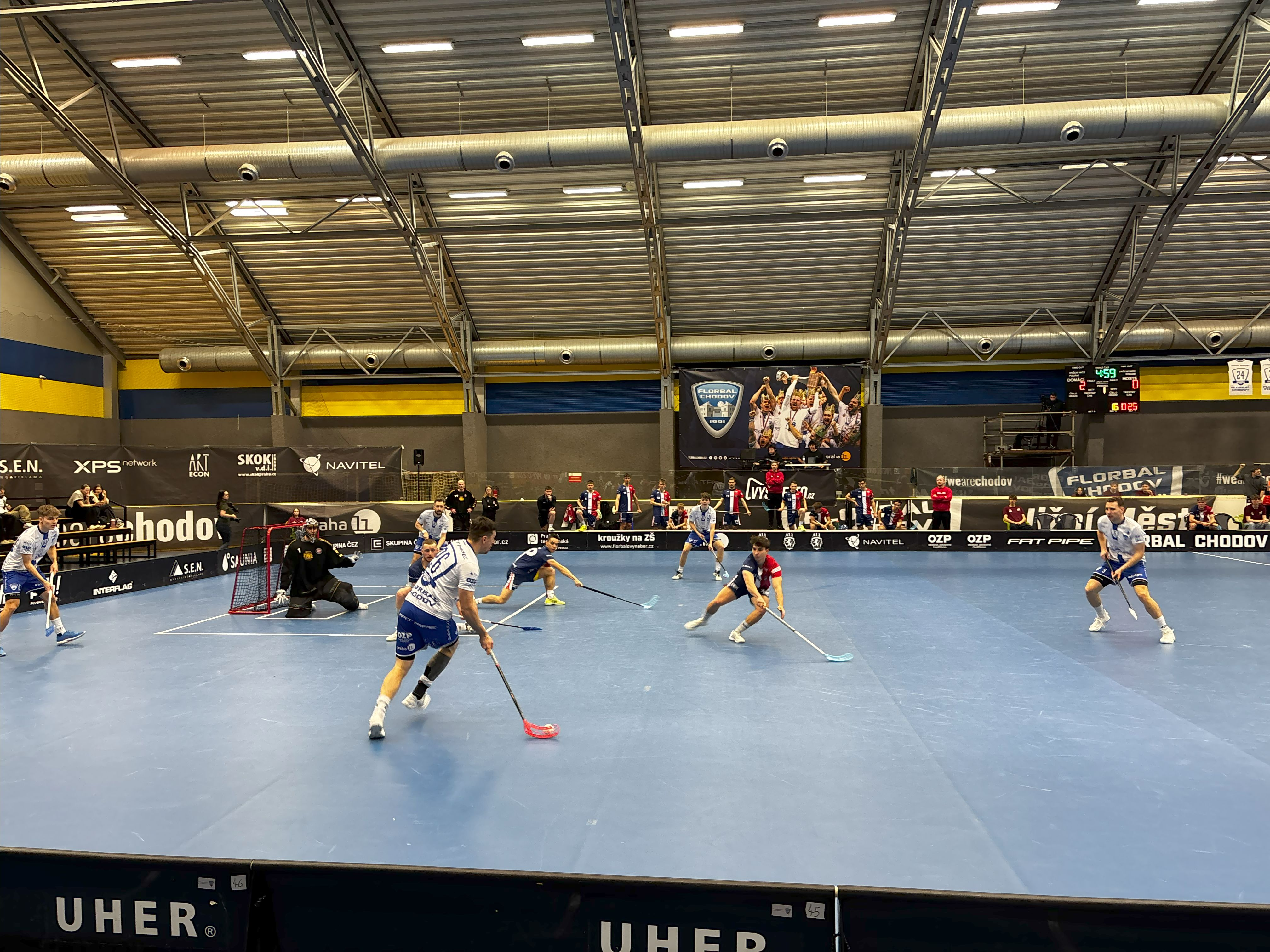
První zápas Chodov – Kladno
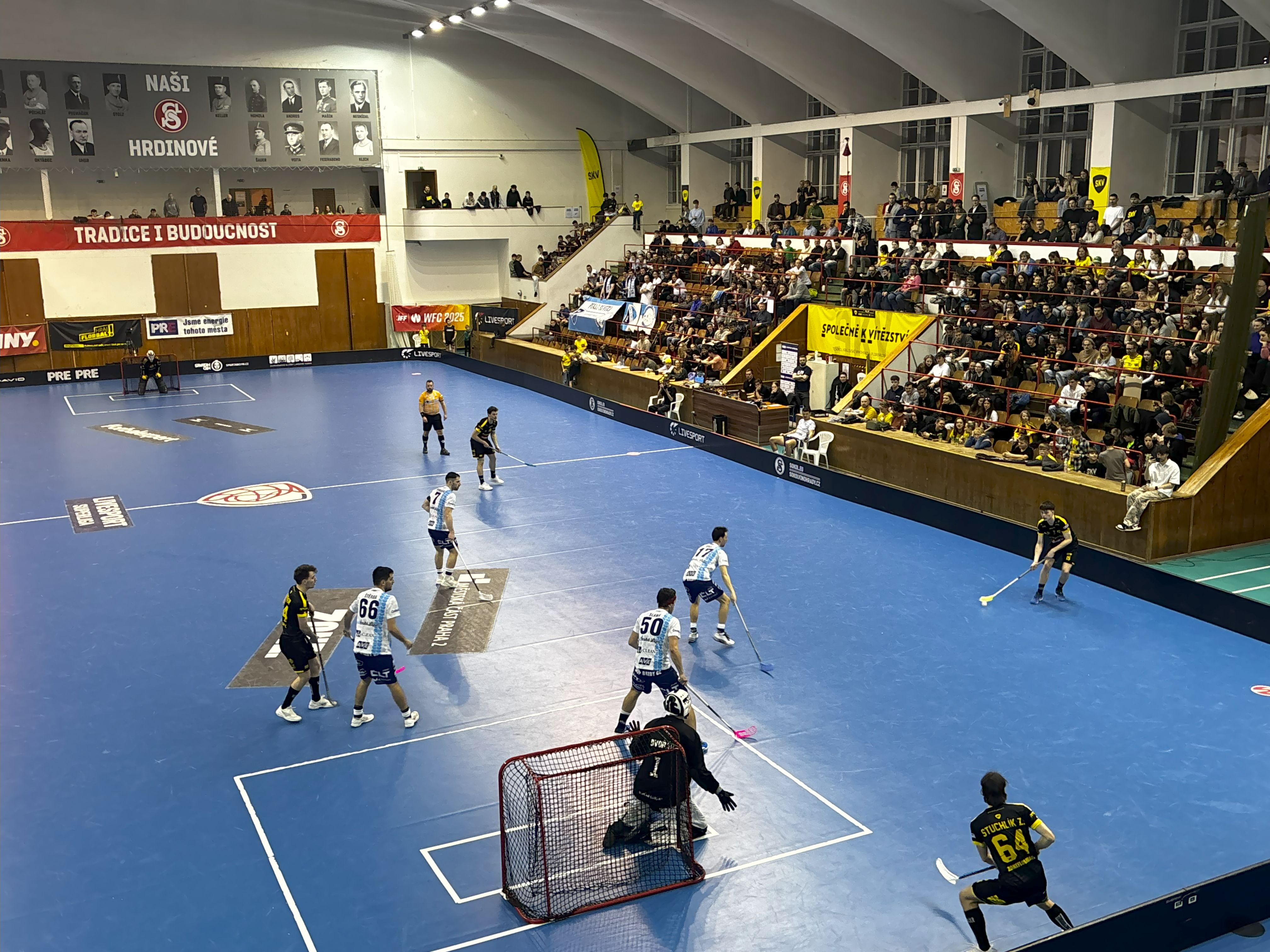
Druhý zápas Česká Lípa – Vinohrady

### Čtvrtfinále

##### Florbal MB – TJ Sokol Královské Vinohrady
| 25. března 2025 16:30 | Předvýběr.CZ Florbal MB | 17 : 3 (7:0, 6:2, 4:1) | TJ Sokol Královské Vinohrady | MSH, Mladá Boleslav Návštěvnost: 364 |  |

| Zpráva |

| 26. března 2025 18:30 | Předvýběr.CZ Florbal MB | 20 : 8 (4:2, 6:3, 10:3) | TJ Sokol Královské Vinohrady | MSH, Mladá Boleslav Návštěvnost: 358 |  |

| Zpráva |

| 29. března 2025 17:00 | TJ Sokol Královské Vinohrady | 3 : 7 (3:3, 0:3, 0:1) | Předvýběr.CZ Florbal MB | Vinohradská sokolovna, Praha Návštěvnost: 140 |  |

| Zpráva |

| 30. března 2025 18:00 | TJ Sokol Královské Vinohrady | 3 : 10 (1:4, 1:3, 1:3) | Předvýběr.CZ Florbal MB | Vinohradská sokolovna, Praha Návštěvnost: 163 |  |

| Zpráva |

Konečný stav série 4:0 na zápasy pro Předvýběr.CZ Florbal MB.

#### FbŠ Bohemians – FBC Liberec
| 25. března 2025 18:30 | FbŠ Bohemians | 8 : 6 (1:2, 3:0, 4:4) | FBC Liberec | UNYP Arena, Praha Návštěvnost: 207 |  |

| Zpráva |

| 27. března 2025 18:00 | FbŠ Bohemians | 8 : 5 (1:1, 4:3, 3:1) | FBC Liberec | UNYP Arena, Praha Návštěvnost: 215 |  |

| Zpráva |

| 29. března 2025 18:00 | FBC Liberec | 5 : 9 (4:2, 0:3, 1:4) | FbŠ Bohemians | SH Dukla, Liberec Návštěvnost: 478 |  |

| Zpráva |

| 30. března 2025 16:00 | FBC Liberec | 6 : 10 (2:4, 1:4, 3:2) | FbŠ Bohemians | SH Dukla, Liberec Návštěvnost: 373 |  |

| Zpráva |

Konečný stav série 4:0 na zápasy pro FbŠ Bohemians.

#### Tatran Střešovice – Florbal Chodov
| 25. března 2025 19:00 | ESA logistika Tatran Střešovice | 10 : 6 (3:2, 4:2, 3:2) | FAT PIPE Florbal Chodov | SC Řepy, Praha Návštěvnost: 202 |  |

| Zpráva |

| 26. března 2025 19:00 | ESA logistika Tatran Střešovice | 7 : 3 (0:0, 3:1, 4:2) | FAT PIPE Florbal Chodov | SC Řepy, Praha Návštěvnost: 215 |  |

| Zpráva |

| 29. března 2025 17:00 | FAT PIPE Florbal Chodov | 4 : 6 (1:1, 0:2, 3:3) | ESA logistika Tatran Střešovice | SH Jižní Město, Praha Návštěvnost: 228 |  |

| Zpráva |

| 30. března 2025 17:00 | FAT PIPE Florbal Chodov | 6 : 7p (3:2, 2:1, 1:3, 0:1) | ESA logistika Tatran Střešovice | SH Jižní Město, Praha Návštěvnost: 237 |  |

| Zpráva |

Konečný stav série 4:0 na zápasy pro ESA logistika Tatran Střešovice.

#### 1. SC Vítkovice – Sparta Praha
| 25. března 2025 16:00 | 1. SC Tempish Vítkovice Natios | 3 : 2 (0:1, 2:0, 1:1) | ACEMA Sparta Praha | SH Sareza, Ostrava Návštěvnost: 269 |  |

| Zpráva |

| 26. března 2025 16:00 | 1. SC Tempish Vítkovice Natios | 8 : 2 (2:0, 3:1, 3:1) | ACEMA Sparta Praha | SH Sareza, Ostrava Návštěvnost: 252 |  |

| Zpráva |

| 29. března 2025 19:15 | ACEMA Sparta Praha | 6 : 3 (1:2, 3:0, 2:1) | 1. SC Tempish Vítkovice Natios | UNYP Arena, Praha Návštěvnost: 303 |  |

| Zpráva |

| 30. března 2025 17:30 | ACEMA Sparta Praha | 5 : 3 (1:1, 3:1, 1:1) | 1. SC Tempish Vítkovice Natios | UNYP Arena, Praha Návštěvnost: 332 |  |

| Zpráva |

| 1. dubna 2025 18:00 | 1. SC Tempish Vítkovice Natios | 2 : 5 (0:2, 2:1, 0:2) | ACEMA Sparta Praha | SH Sareza, Ostrava Návštěvnost: 319 |  |

| Zpráva |

| 3. dubna 2025 17:00 | ACEMA Sparta Praha | 4 : 3p (1:1, 0:1, 2:1, 1:0) | 1. SC Tempish Vítkovice Natios | UNYP Arena, Praha Návštěvnost: 570 |  |

| Zpráva |

Konečný stav série 2:4 na zápasy pro ACEMA Sparta Praha.

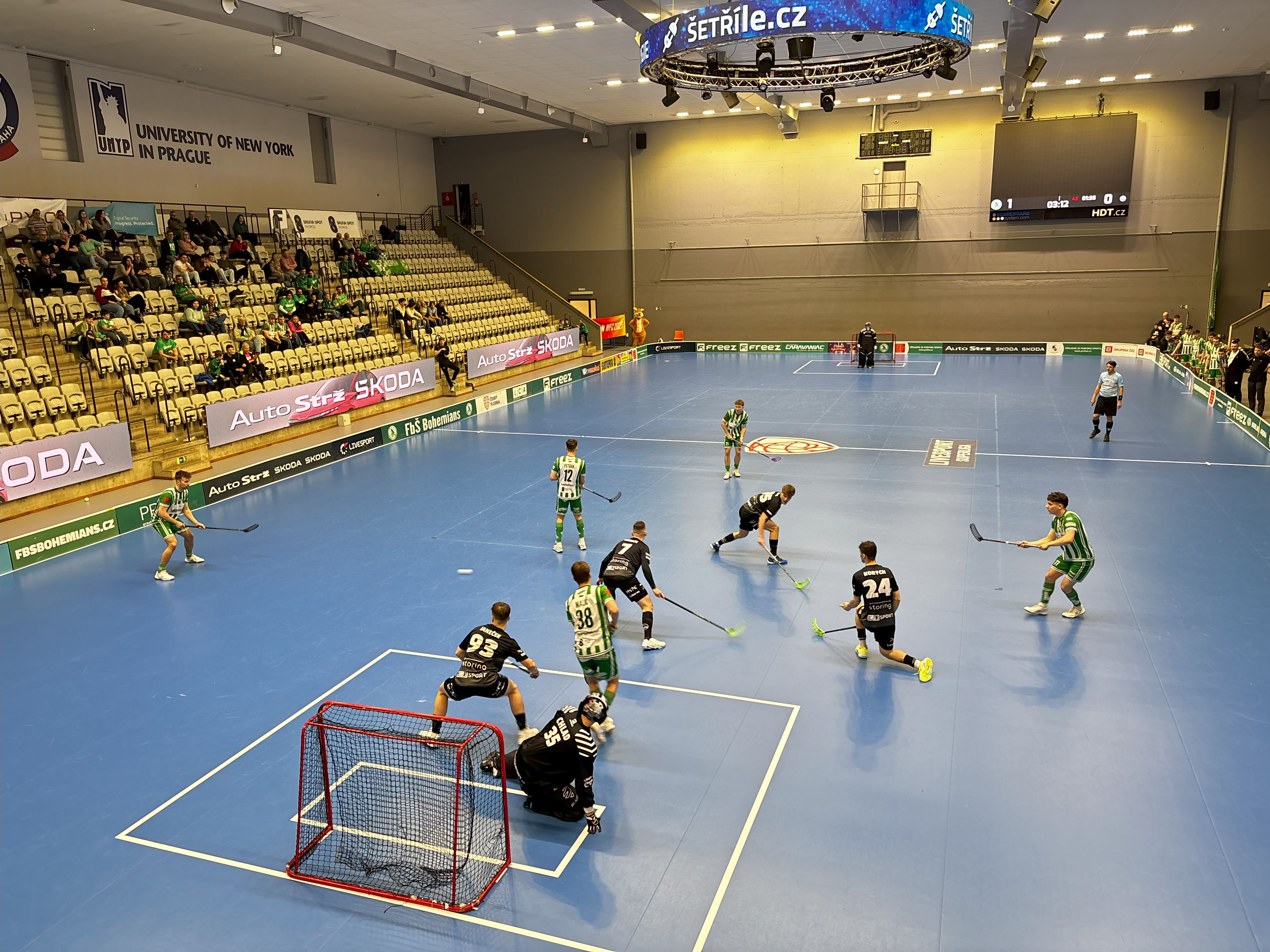
První zápas Bohemians – Liberec
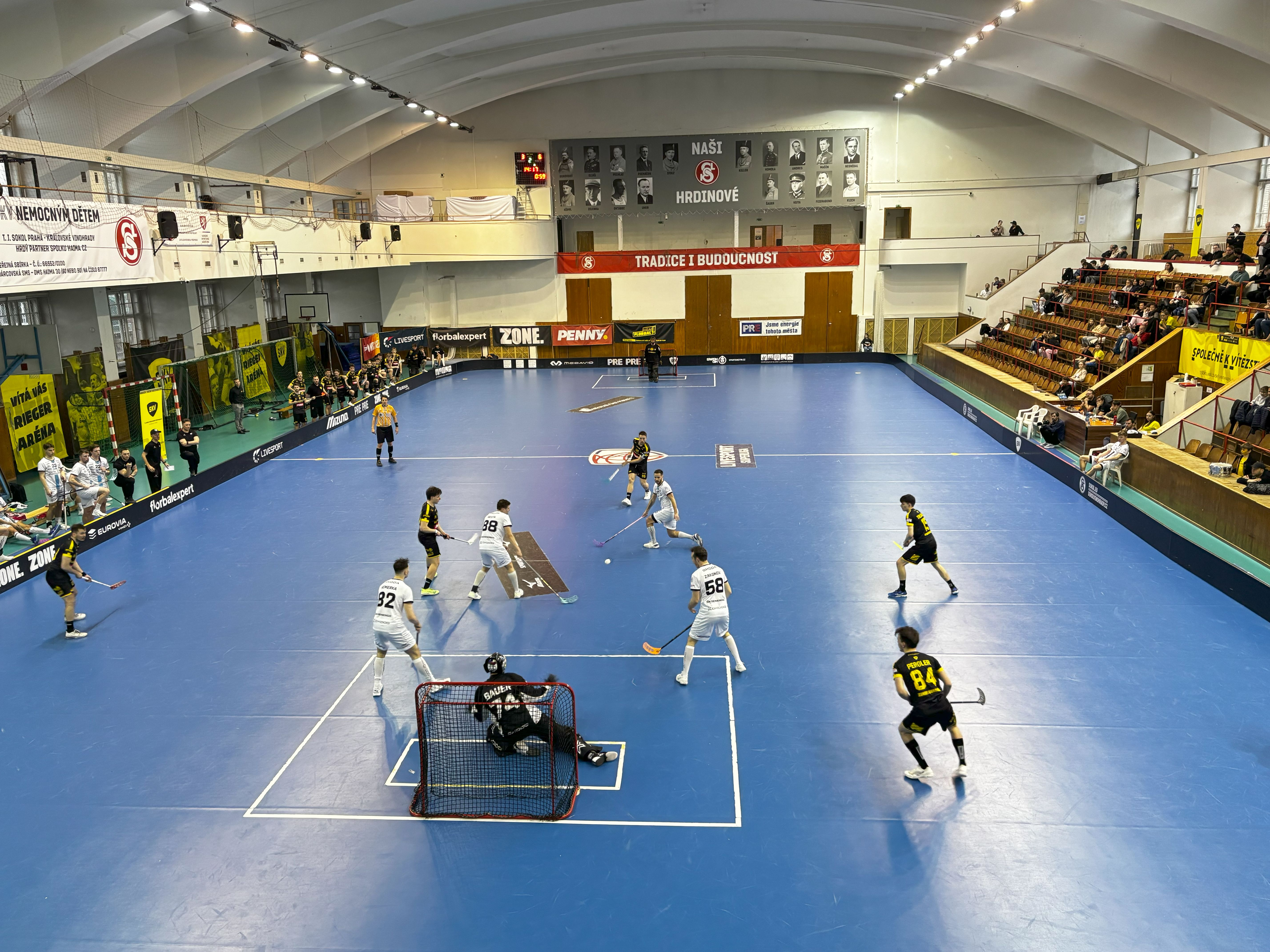
Třetí zápas Vinohrady – Boleslav
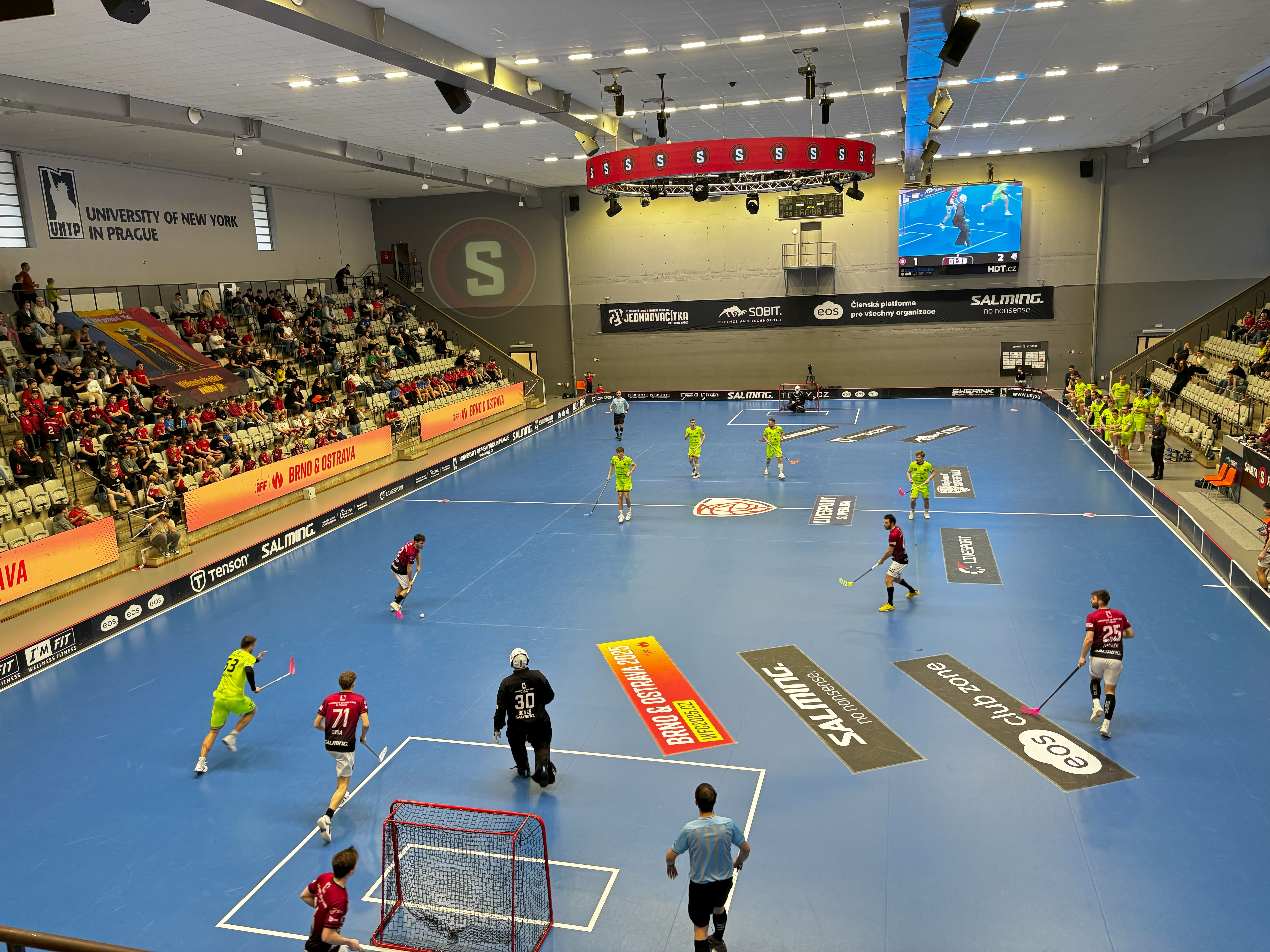
Šestý zápas Vítkovice – Sparta

### Semifinále

##### Florbal MB – Sparta Praha
| 8. dubna 2025 18:00 | Předvýběr.CZ Florbal MB | 6 : 3 (3:2, 1:0, 2:1) | ACEMA Sparta Praha | MSH, Mladá Boleslav Návštěvnost: 616 |  |

| Zpráva |

| 10. dubna 2025 18:00 | Předvýběr.CZ Florbal MB | 9 : 2 (5:1, 1:1, 3:0) | ACEMA Sparta Praha | MSH, Mladá Boleslav Návštěvnost: 625 |  |

| Zpráva |

| 12. dubna 2025 19:30 | ACEMA Sparta Praha | 4 : 7 (0:1, 1:3, 3:3) | Předvýběr.CZ Florbal MB | UNYP Arena, Praha Návštěvnost: 413 |  |

| Zpráva |

| 13. dubna 2025 18:00 | ACEMA Sparta Praha | 0 : 10 (0:3, 0:2, 0:5) | Předvýběr.CZ Florbal MB | UNYP Arena, Praha Návštěvnost: 387 |  |

| Zpráva |

Konečný stav série 4:0 na zápasy pro Předvýběr.CZ Florbal MB.

##### FbŠ Bohemians – Tatran Střešovice
| 8. dubna 2025 20:00 | FbŠ Bohemians | 7 : 4 (1:3, 3:0, 3:1) | ESA logistika Tatran Střešovice | UNYP Arena, Praha Návštěvnost: 430 |  |

| Zpráva |

| 9. dubna 2025 18:30 | FbŠ Bohemians | 3 : 5 (1:2, 1:1, 1:2) | ESA logistika Tatran Střešovice | UNYP Arena, Praha Návštěvnost: 542 |  |

| Zpráva |

| 12. dubna 2025 20:00 | ESA logistika Tatran Střešovice | 8 : 3 (3:0, 2:1, 3:2) | FbŠ Bohemians | SC Řepy, Praha Návštěvnost: 533 |  |

| Zpráva |

| 13. dubna 2025 16:00 | ESA logistika Tatran Střešovice | 4 : 3pn (2:0, 1:1, 0:2, 0:0) | FbŠ Bohemians | SC Řepy, Praha Návštěvnost: 513 |  |

| Zpráva |

| 16. dubna 2025 20:00 | FbŠ Bohemians | 4 : 3pn (2:0, 1:2, 0:1, 0:0) | ESA logistika Tatran Střešovice | UNYP Arena, Praha Návštěvnost: 654 |  |

| Zpráva |

| 18. dubna 2025 18:30 | ESA logistika Tatran Střešovice | 5 : 4 (3:1, 1:3, 1:0) | FbŠ Bohemians | SC Řepy, Praha Návštěvnost: 696 |  |

| Zpráva |

Konečný stav série 2:4 na zápasy pro ESA logistika Tatran Střešovice.

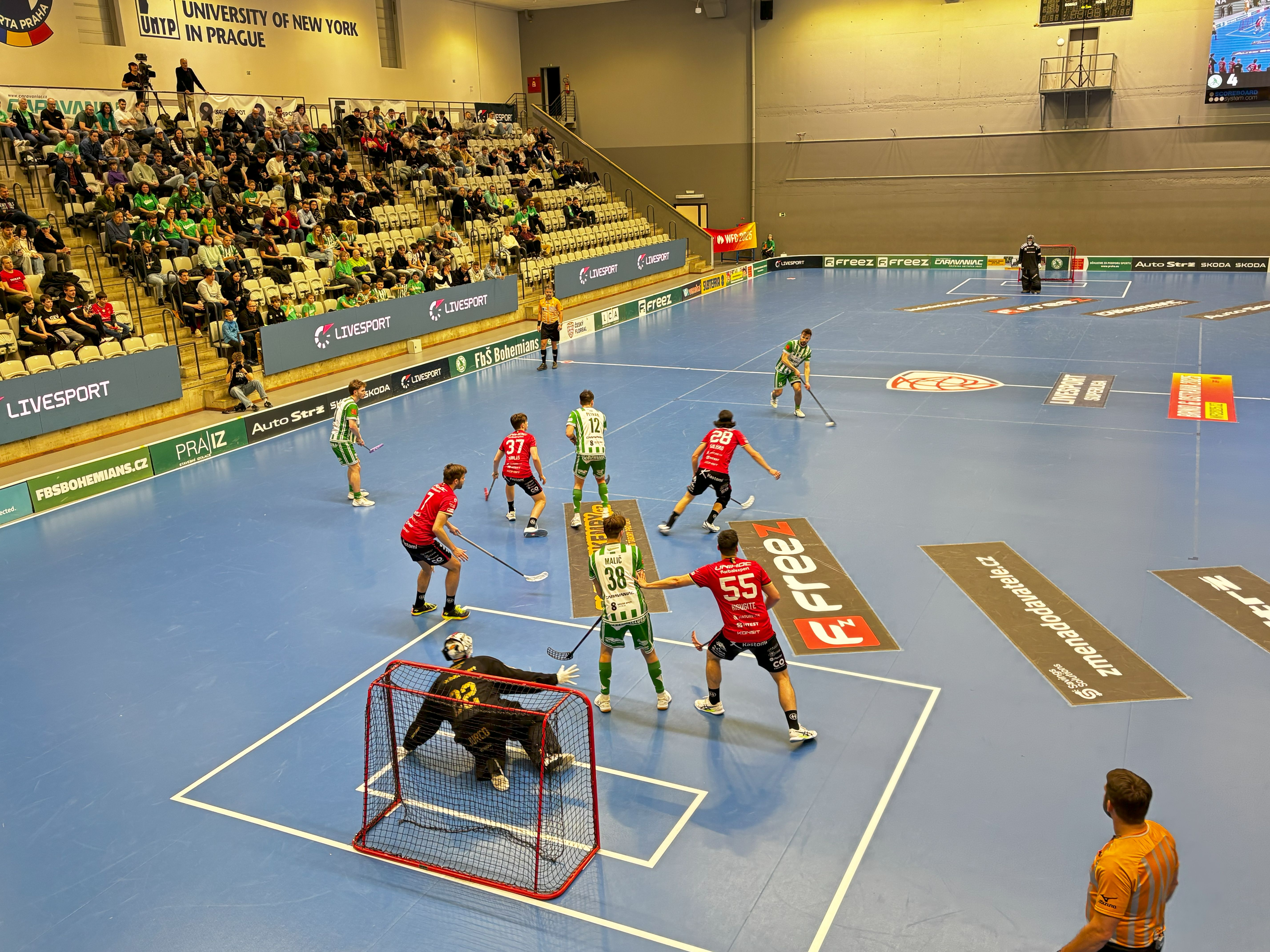
První zápas Bohemians – Tatran
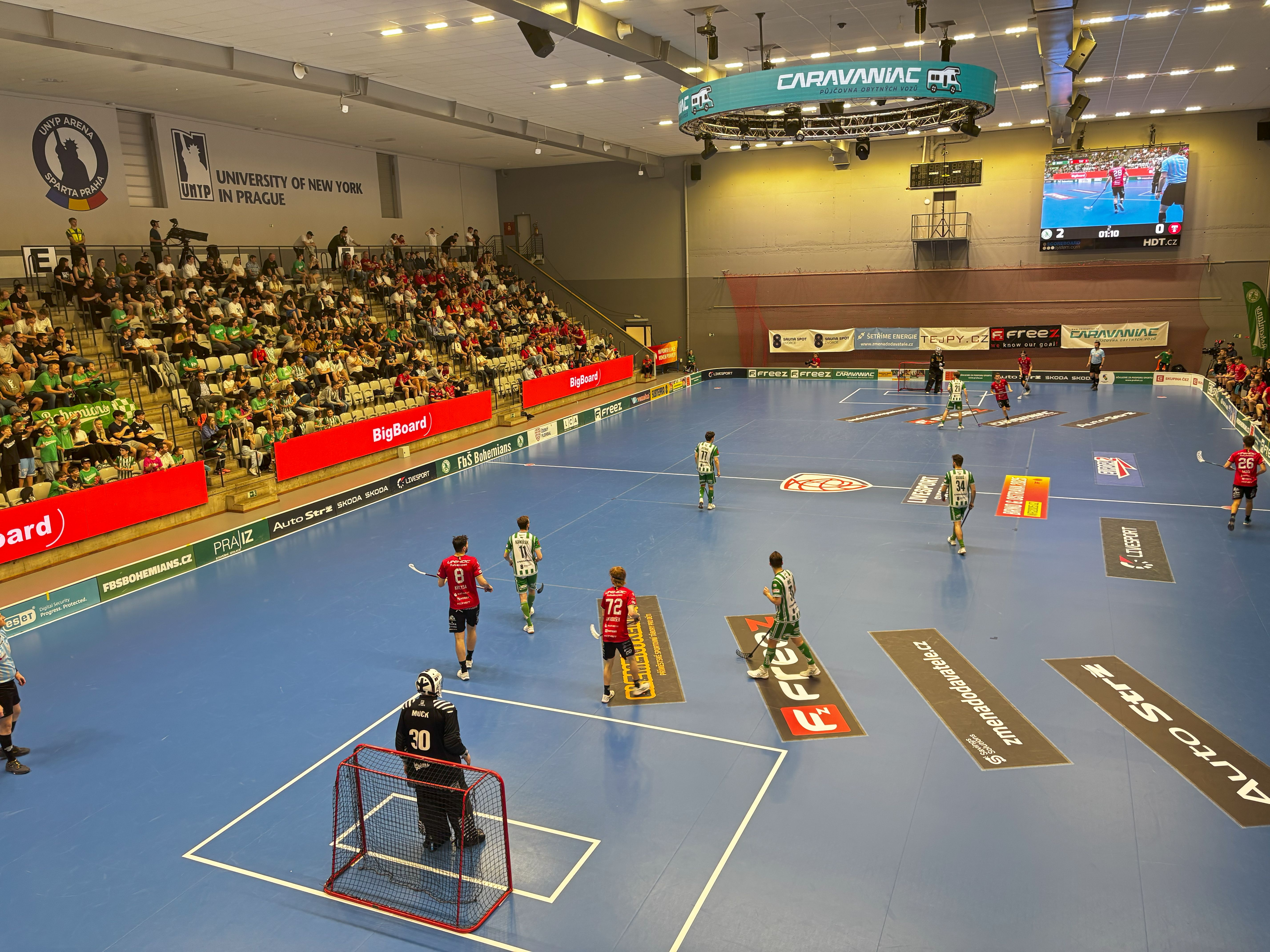
Pátý zápas Bohemians – Tatran
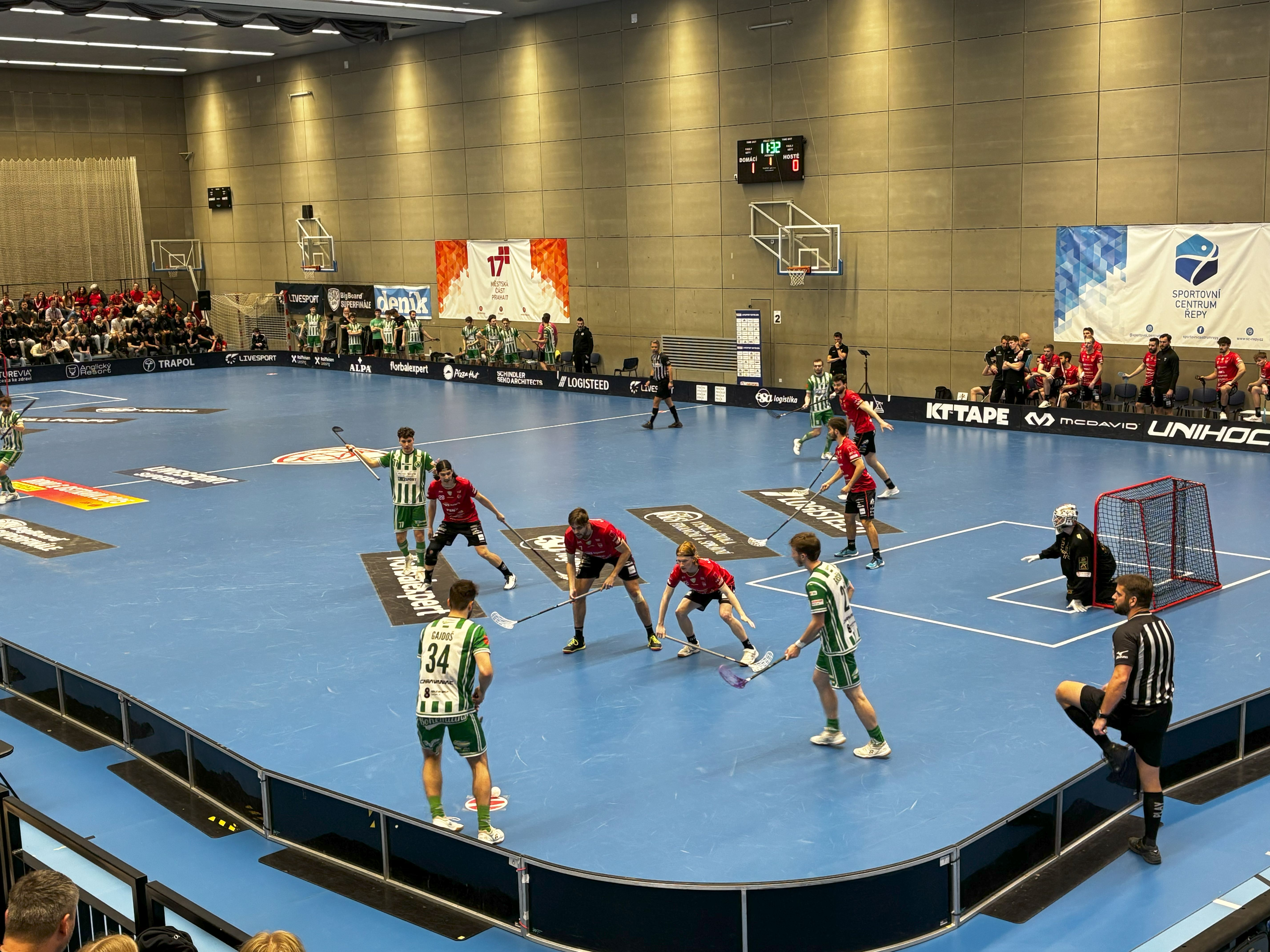
Šestý zápas Bohemians – Tatran

### Superfinále
| 27. dubna 2025 17:30 | Předvýběr.CZ Florbal MB | 7 : 4 (1:2, 4:0, 2:2) | ESA logistika Tatran Střešovice | O2 arena, Praha Návštěvnost: 14 509 |  |

| Zpráva |

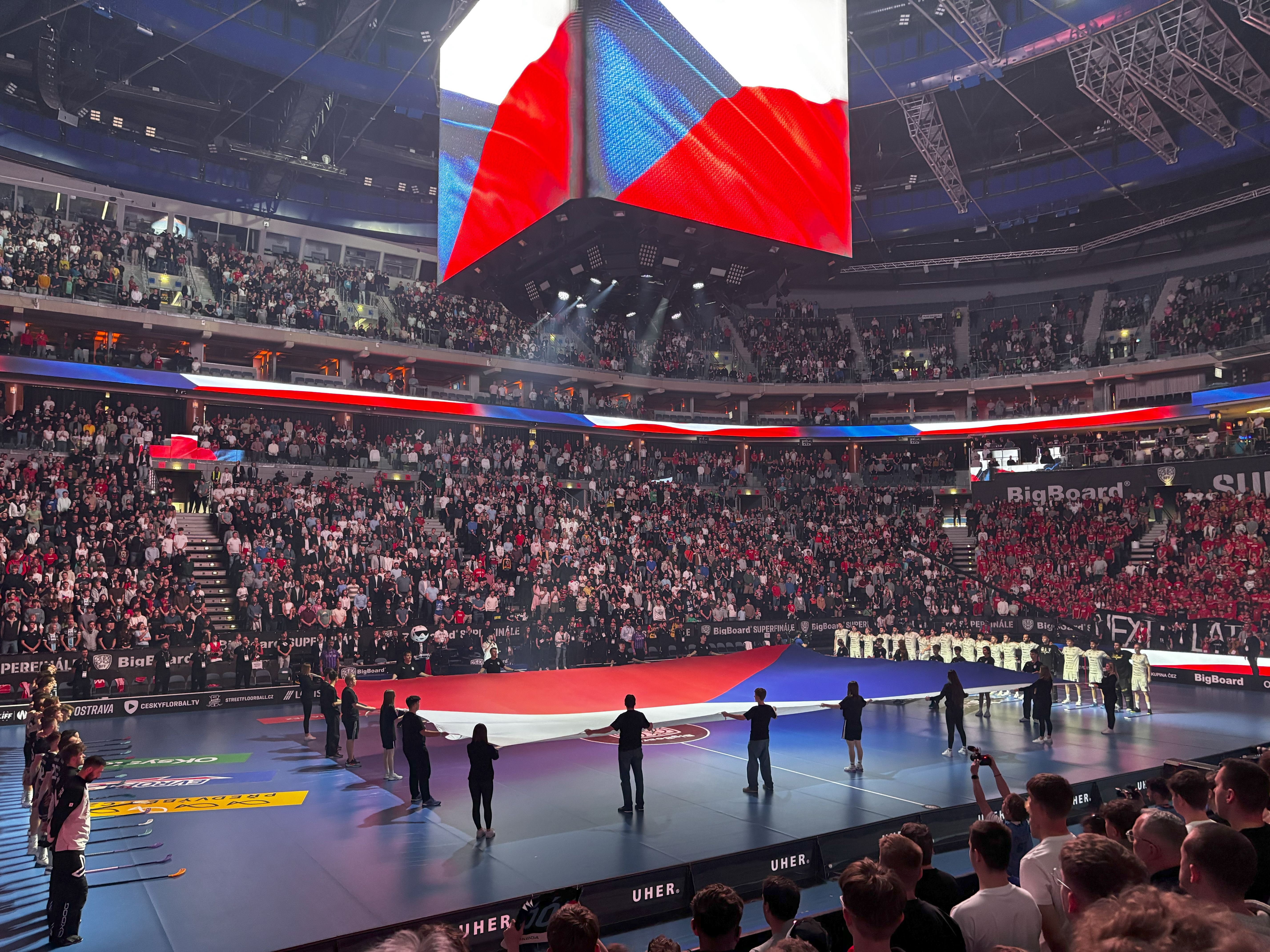
Zahajovací ceremoniál před finále
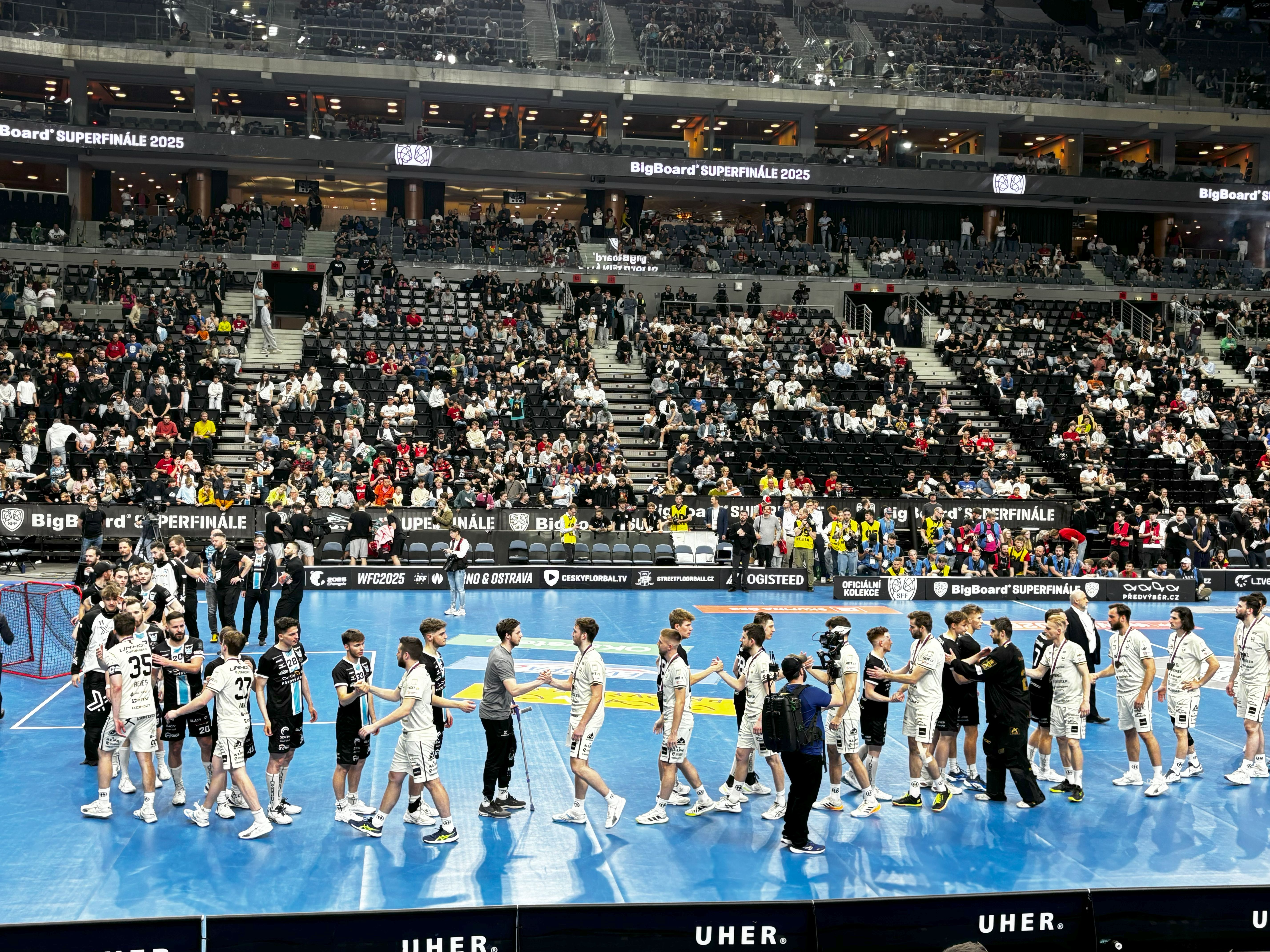
Hráči Florbal MB a Tatran Střešovice po finále

## Play-down

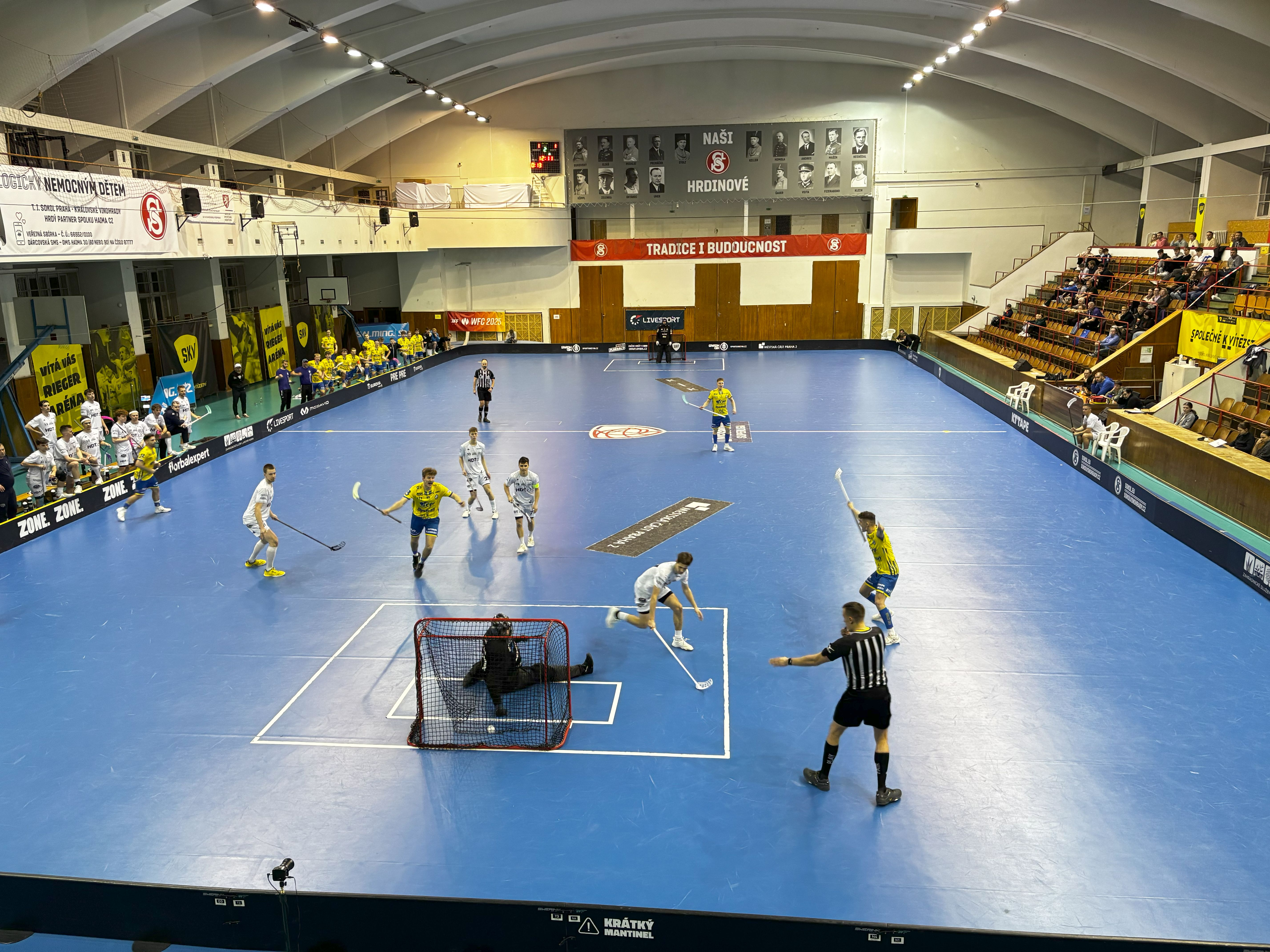
Druhý zápas 1. kola Vary – FBC Ostrava

Play-down se hrálo od 22. března do 18. dubna 2025. Jednotlivá kola se hrála na čtyři vítězné zápasy. První kolo play-down hrály 11. s 14. a 12. s 13. týmem po základní části. Vítězové z prvního kola zůstali v Superlize, poražení hráli druhé kolo.
Tým Bulldogs Brno, který prohrál druhé kolo play-down, bude v další sezóně nahrazen vítězem tohoto ročníku 1. ligy, týmem FBŠ Hummel Hattrick Brno. Vítěz druhého kola, tým Florbal Vary, prohrál s poraženým finalistou 1. ligy, týmem Florbal Ústí, v baráži hrané od 1. do 11. května 2025. Vary se v soutěži udržely díky spojení s mužským týmem FbŠ Bohemians, který v následující sezóně bude hrát Divizi.

### Pavouk
|  | 1. kolo (na zápasy) | 1. kolo (na zápasy) |              |   | 2. kolo (na zápasy) | 2. kolo (na zápasy) |
|  |                     |                     |              |   |                     |                     |
|  |                     |                     |              |   |                     |                     |
|  | Florbal Vary        | 0                   |              |   |                     |                     |
|  | Florbal Vary        | 0                   |              |   |                     |                     |
|  | FBC Ostrava         | 4                   |              |   |                     |                     |
|  | FBC Ostrava         | 4                   | Florbal Vary | 4 |                     |                     |
|  |                     |                     | Florbal Vary | 4 |                     |                     |
|  |                     | Bulldogs Brno       | 2            |   |                     |                     |
|  | BA SOKOLI Pardubice | Bulldogs Brno       | 2            | 4 |                     |                     |
|  | BA SOKOLI Pardubice |                     |              | 4 |                     |                     |
|  | Bulldogs Brno       | 1                   |              |   |                     |                     |

### 1. kolo

#### Sokoli Pardubice – Bulldogs Brno
| 22. března 2025 15:00 | BA SOKOLI Pardubice | 9 : 1 (4:0, 4:0, 1:1) | Bulldogs Brno | SH Dašická, Pardubice Návštěvnost: 271 |  |

| Zpráva |

| 23. března 2025 15:00 | BA SOKOLI Pardubice | 5 : 4p (2:1, 0:2, 2:1, 1:0) | Bulldogs Brno | SH Dašická, Pardubice Návštěvnost: 200 |  |

| Zpráva |

| 29. března 2025 19:00 | Bulldogs Brno | 6 : 2 (0:1, 1:0, 5:1) | BA SOKOLI Pardubice | Starez aréna Vodova, Brno Návštěvnost: 251 |  |

| Zpráva |

| 30. března 2025 17:00 | Bulldogs Brno | 3 : 4 (0:1, 2:0, 1:3) | BA SOKOLI Pardubice | Starez aréna Vodova, Brno Návštěvnost: 310 |  |

| Zpráva |

| 1. dubna 2025 19:00 | BA SOKOLI Pardubice | 3 : 1 (0:1, 1:0, 2:0) | Bulldogs Brno | SH Dašická, Pardubice Návštěvnost: 425 |  |

| Zpráva |

Konečný stav série 4:1 na zápasy pro BA SOKOLI Pardubice.

#### Florbal Vary – FBC Ostrava
| 22. března 2025 15:30 | Florbal Vary | 3 : 5 (0:3, 2:1, 1:1) | FBC ČPP Bystroň Group Ostrava | Hala míčových sportů, Karlovy Vary Návštěvnost: 135 |  |

| Zpráva |

| 23. března 2025 18:00 | Florbal Vary | 2 : 5 (0:0, 1:2, 1:3) | FBC ČPP Bystroň Group Ostrava | Vinohradská sokolovna, Praha Návštěvnost: 88 |  |

| Zpráva |

| 29. března 2025 17:00 | FBC ČPP Bystroň Group Ostrava | 3 : 2p (0:0, 2:0, 0:2, 1:0) | Florbal Vary | ČPP Aréna, Ostrava Návštěvnost: 123 |  |

| Zpráva |

| 30. března 2025 18:00 | FBC ČPP Bystroň Group Ostrava | 8 : 4 (1:2, 1:1, 6:1) | Florbal Vary | ČPP Aréna, Ostrava Návštěvnost: 174 |  |

| Zpráva |

Konečný stav série 0:4 na zápasy pro FBC ČPP Bystroň Group Ostrava.

### 2. kolo

#### Florbal Vary – Bulldogs Brno
| 8. dubna 2025 18:30 | Florbal Vary | 9 : 2 (3:1, 2:1, 4:0) | Bulldogs Brno | HMS, Karlovy Vary Návštěvnost: 125 |  |

| Zpráva |

| 9. dubna 2025 18:30 | Florbal Vary | 4 : 2 (0:1, 2:0, 2:1) | Bulldogs Brno | HMS, Karlovy Vary Návštěvnost: 167 |  |

| Zpráva |

| 12. dubna 2025 17:00 | Bulldogs Brno | 3 : 2pn (1:0, 0:2, 1:0, 0:0) | Florbal Vary | Starez aréna Vodova, Brno Návštěvnost: 194 |  |

| Zpráva |

| 13. dubna 2025 17:00 | Bulldogs Brno | 2 : 3p (0:0, 1:1, 1:1, 0:1) | Florbal Vary | Starez aréna Vodova, Brno Návštěvnost: 216 |  |

| Zpráva |

| 16. dubna 2025 20:00 | Florbal Vary | 3 : 5 (0:3, 1:1, 2:1) | Bulldogs Brno | HMS, Karlovy Vary Návštěvnost: 148 |  |

| Zpráva |

| 18. dubna 2025 20:00 | Bulldogs Brno | 2 : 3pn (1:0, 0:1, 1:1, 0:0) | Florbal Vary | Starez aréna Vodova, Brno Návštěvnost: 188 |  |

| Zpráva |

Konečný stav série 4:2 na zápasy pro Florbal Vary.

### Baráž

#### Florbal Vary – Florbal Ústí
| 1. května 2025 17:00 | Florbal Vary | 3 : 6 (2:2, 0:2 , 1:2) | Florbal Ústí | HMS, Karlovy Vary Návštěvnost: 283 |  |

| Zpráva |

| 3. května 2025 20:00 | Florbal Ústí | 3 : 4 (2:0, 1:2, 0:2) | Florbal Vary | SC Sluneta, Ústí n/L Návštěvnost: 715 |  |

| Zpráva |

| 4. května 2025 17:00 | Florbal Ústí | 2 : 9 (1:2, 1:4, 0:3) | Florbal Vary | SC Sluneta, Ústí n/L Návštěvnost: 709 |  |

| Zpráva |

| 10. května 2025 17:00 | Florbal Vary | 5 : 6p (2:1, 0:2, 3:2, 0:1) | Florbal Ústí | HMS, Karlovy Vary Návštěvnost: 265 |  |

| Zpráva |

| 11. května 2025 17:00 | Florbal Vary | 2 : 6 (0:2, 0:0, 2:4) | Florbal Ústí | HMS, Karlovy Vary Návštěvnost: 283 |  |

| Zpráva |

Konečný stav série 2:3 na zápasy pro Florbal Ústí.

## Konečné pořadí
| Pořadí           | Tým                             |
| ---------------- | ------------------------------- |
| Zlatá medaile    | Předvýběr.CZ Florbal MB         |
| Stříbrná medaile | ESA logistika Tatran Střešovice |
| Bronzová medaile | FbŠ Bohemians                   |
| 4.               | ACEMA Sparta Praha              |
| 5.               | 1. SC Tempish Vítkovice Natios  |
| 6.               | FBC Liberec                     |
| 7.               | FAT PIPE Florbal Chodov         |
| 8.               | TJ Sokol Královské Vinohrady    |
| 9.               | FBC 4CLEAN Česká Lípa           |
| 10.              | Kanonýři Kladno                 |
| 11.              | BA SOKOLI Pardubice             |
| 12.              | FBC ČPP Bystroň Group Ostrava   |
| 13.              | Florbal Vary                    |
| 14.              | Bulldogs Brno                   |